# 알바로 우리베
알바로 우리베 벨레스(스페인어: Álvaro Uribe Vélez, 1952년 7월 4일~)는 콜롬비아의 정치인이다. 2002년~2010년 대통령으로 재직하였다.
알바로 우리베는 안티오키아 주 메데인 출신으로, 안티오키아 대학교에서 법학을 공부하였고, 미국 하버드 대학교 익스텐션 스쿨에서 경영학 석사학위를 받았다. 1986년~1994년 상원의원으로 재직했고, 이 시기에 사회 안전망 구축에 기여하여 주목을 받았다. 1995년 안티오키아 주지사로 선출되었고, 주지사로 재직하면서 메데인의 심각한 납치 범죄 문제를 해결하고, 교통망을 확대하는 등 많은 성과를 올렸다. 1998년에는 영국으로 건너가 옥스퍼드 대학교에서 2000년까지 교수로 재직하였다.
2002년 5월의 대통령 선거에서 무소속으로 출마하여 반군 소탕과 주민 보호를 공약으로 내걸었다. 녹색산소당 후보 잉그리드 베탕쿠르가 납치되고 좌우의 극심한 대립이 일어나는 등의 혼란 속에 치러진 대선에서 우리베는 50% 이상의 득표율로 4년 임기의 대통령에 당선되었다. 당선 후 그는 강력한 범죄 소탕 정책으로 납치 문제를 다소 해결했으며, 미국의 지원을 받아 국방력을 강화하고 경제 성장률을 높였다. 이에 따라 미국의 조지 W. 부시 대통령과는 친밀한 관계를 유지한 반면, 이웃 나라인 베네수엘라의 우고 차베스 대통령과는 대립하였다.
2006년 선거에서 다시 반군 척결과 마약범죄 소탕을 공약으로 내걸고 재선에 성공하여, 콜롬비아에서 19세기 이후 처음으로 연임에 성공한 대통령이 되었다. 우고 차베스 베네수엘라 대통령과는 더욱 대립하였고, 베네수엘라는 2007년 12월 외교관계를 단절하기까지 했으나, 2008년 7월 국내외 사정의 변화로 입장이 바뀌어 두 나라의 관계는 정상화되었다.
2010년 선거에는 헌법상 3회 연속으로 출마할 수 없게 되어 있었다. 의회는 개헌안을 통과시켰으나, 헌법재판소는 이에 대해 위헌 결정을 내렸고, 그는 이를 곧바로 수용한다고 하였다. 2010년 8월 7일 임기 종료와 함께 후임 대통령으로 선출된 후안 마누엘 산토스에게 대통령직을 넘기고 퇴임하였다.

## 역대 선거 결과
| 선거명      | 직책명            | 대수 | 정당          | 득표율 | 득표수      | 결과 | 당락                 |
| ----------- | ----------------- | ---- | ------------- | ------ | ----------- | ---- | -------------------- |
| 2002년 선거 | 콜롬비아의 대통령 | 31대 | 콜롬비아 제일 | 53.05% | 5,862,655표 | 1위  | 콜롬비아 대통령 당선 |
| 2006년 선거 | 콜롬비아의 대통령 | 31대 | 콜롬비아 제일 | 62.35% | 7,397,835표 | 1위  | 콜롬비아 대통령 당선 |

## 같이 보기
- 콜롬비아의 대통령